# 中文核心期刊要目总览
《中文核心期刊要目总览》（俗称北大核心）已于1992、1996、2000、2004、2008、2011、2014、2017、2021年出版过九版。收录各学科核心期刊，2017年版确定的核心期刊数量为1983种。2017年版研究工作由北京大学图书馆和中国高等教育文献保障系统（CALIS）管理中心共同主持，29个单位的126位研究人员参加。

## 参看
- 中文社会科学引文索引（南大核心）